# Infection, Genetics and Evolution
Infection, Genetics and Evolution, abgekürzt Infect. Genet. Evolut., ist eine wissenschaftliche Fachzeitschrift, die vom Elsevier-Verlag im Open-Access veröffentlicht wird. Die Zeitschrift erscheint derzeit zehnmal im Jahr. Es werden Arbeiten veröffentlicht, die sich mit der Genetik und der Evolutionsbiologie von Pathogenen und Wirtsorganismen beschäftigen.
Der Impact Factor lag im Jahr 2014 bei 3,015. Nach der Statistik des ISI Web of Knowledge wird das Journal mit diesem Impact Factor in der Kategorie Infektionskrankheiten an 29. Stelle von 78 Zeitschriften geführt.